# Staatssekretariat für Bildung, Forschung und Innovation
Das Staatssekretariat für Bildung, Forschung und Innovation SBFI im Eidgenössischen Departement für Wirtschaft, Bildung und Forschung ist die Fachbehörde des Bundes für national und international ausgerichtete Fragen der Bildungs-, Forschungs- und Innovationspolitik.
Das SBFI steht unter der Leitung von Staatssekretärin Martina Hirayama. Das SBFI hat seinen Sitz in Bern, zählt rund 280 Mitarbeitende und verfügt über ein Jahresbudget von rund 4.5 Milliarden Schweizer Franken.

## Aufgaben
Im föderalistisch aufgebauten Schweizer Bildungs-, Forschungs- und Innovationssystem (BFI) engagieren sich zahlreiche Akteure. Bei der Leistungserbringung, bei deren Finanzierung wie auch bei der Rechtsetzung und Steuerung sind sowohl öffentliche als auch private Instanzen involviert.
Als Fachbehörde des Bundes für den BFI-Bereich hat das Staatssekretariat für Bildung, Forschung und Innovation namentlich folgende Aufgaben:
- Es entwickelt eine strategische Gesamtschau für den Bildungs-, Forschungs- und Innovationsraum Schweiz und erarbeitet dafür die Leistungs- und Ressourcenplanung des Bundes.
- Es setzt sich ein für die internationale Vernetzung und die Integration der Schweiz in den europäischen und weltweiten Bildungs-, Forschungs- und Innovationsraum.
- Es setzt sich ein für ein breites und vielfältiges Bildungsangebot und achtet auf die Gleichwertigkeit und Durchlässigkeit der allgemeinbildenden und der berufsbezogenen Bildungswege.
- Es sichert und stärkt die Qualität und Attraktivität der Berufsbildung[6] entsprechend den sich wandelnden Bedürfnissen des Arbeitsmarktes.
- Es setzt sich ein für eine effiziente Lehre und Forschung von hoher Qualität an den Hochschulen.[7][8]
- Es fördert die Forschung und die Innovation und koordiniert die Aufgaben und Massnahmen der zuständigen Förderorgane des Bundes.[9]
- Es fördert und koordiniert die schweizerischen Aktivitäten zur Erforschung und Nutzung des Weltraums.

Das SBFI erfüllt seine Aufgaben unter Einbezug der Kantone, der Organisationen der Arbeitswelt sowie der Institutionen und Organe der Hochschulen und der Forschungs- und Innovationsförderung. Es ist in seinem Zuständigkeitsbereich Ansprechpartner nationaler und internationaler Behörden und Institutionen und vertritt den Bund in nationalen und die Schweiz in internationalen Gremien. Es ist die nationale Kontaktstelle für die Anerkennung ausländischer Berufsqualifikationen und stellt die Koordination zwischen den zuständigen Stellen sicher. Und es ist zuständig für die Anerkennung kantonaler Maturitäten und für die Vergleichbarkeit von Berufsqualifikationen sowie für die Anerkennung ausländischer Diplome und Ausweise im Bereich der Berufsbildung und der Fachhochschulen.

## Die Ressourcen
Die vom SBFI verwalteten Mittel zur Förderung von Bildung, Forschung und Innovation betragen jährlich rund 4,5 Milliarden Franken.

## Geschichte
Das SBFI entstand durch Zusammenlegung des Staatssekretariats für Bildung und Forschung (SBF, früher im Eidgenössischen Departement des Innern angesiedelt) und Bundesamtes für Berufsbildung und Technologie (BBT, früher im Eidgenössischen Volkswirtschaftsdepartement angesiedelt) am 20. Dezember 2012. Dadurch ist der gesamte Bereich der Bildung, Forschung und Innovation im breiter ausgerichteten Eidgenössischen Departement für Wirtschaft, Bildung und Forschung (WBF) zusammengefasst.

## Vorsteher
| Jahr      | Name (Lebensdaten)           |
| --------- | ---------------------------- |
| 2013–2018 | Mauro Dell'Ambrogio (* 1953) |
| 2019–     | Martina Hirayama (* 1970)    |

## Personalbestand ab 2013
| Jahr | Vollzeitstellen |
| ---- | --------------- |
| 2013 | 246             |
| 2014 | 249             |
| 2015 | 263             |
| 2016 | 246             |
| 2017 | 239             |
| 2018 | 235             |
| 2019 | 230             |
| 2020 | 234             |
| 2021 | 240             |
| 2022 | 243             |
| 2023 | 259             |
| 2024 | 261             |